# Croci-Ruggero Settimo
Croci-Ruggero Settimo è la ventiseiesima unità di primo livello di Palermo.
È situata nella zona centrale della città; fa parte dell'VIII Circoscrizione.